# 上贤遗址
上贤遗址，位于山西省吕梁市文水县城南9公里上贤村，是中华人民共和国山西省文物保护单位之一。
1965年5月24日，授予山西省文物保护单位，是一座古遗址。